# Калиновий
Калиновий (пол. Kalinowy) — лісовий потік в Україні, у Калуському районі Івано-Франківської області у Галичині. Правий доплив Чорного, (басейн Дністра).

## Опис
Довжина потоку 7  км, найкоротша відстань між витоком і гирлом — 5,82  км, коефіцієнт звивистості потоку — 1,2 , площа басейну 26,0 км².

## Розташування
Бере початок в урочищі Креховицький Ліс. Тече переважно на північний схід поміж пагорбами (389,2 м та 400,8 м), через мішаний ліс і у в урочищі Чорний Ліс за 2 км на південь від села Болохів впадає у потік Чорний, правий доплив Болохівки.